# 27 dicembre
Il 27 dicembre è il 361º giorno del calendario gregoriano (il 362º negli anni bisestili). Mancano 4 giorni alla fine dell'anno.

## Eventi
- 418 – Eulalio viene eletto antipapa
- 537 – Consacrazione della Hagia Sophia di Costantinopoli (riconsacrata nel 562)
- 795 – Viene consacrato papa Leone III
- 1435 – Si instaura nella Repubblica di Genova il governo dei Capitani di Libertà
- 1509 – Matrimonio di Vittoria Colonna e Fernando Francesco d'Avalos
- 1521 – Inizia il conclave che eleggerà papa Adriano VI, olandese, amico dell'imperatore
- 1587 – Sigismondo III viene incoronato re di Polonia
- 1612 – Nettuno viene osservato per la prima volta da Galileo Galilei
- 1703 – Portogallo e Inghilterra firmano il Trattato di Methuen
- 1796 – Si apre il congresso cispadano di Reggio Emilia, nel corso del quale verrà adottato il tricolore come bandiera nazionale della Repubblica Cispadana
- 1817 – L'opera Adelaide di Borgogna di Gioachino Rossini debutta al Teatro Argentina di Roma
- 1831 – Charles Darwin si imbarca per il suo storico viaggio a bordo del HMS Beagle
- 1845 – L'etere anestetico viene usato durante il parto per la prima volta dal dottor Crawford Williamson Long in Georgia
- 1890 – Primo incontro ufficiale della squadra di rugby dei Barbarians
- 1903 – Giacomo Puccini termina la stesura di Madama Butterfly
- 1904
  - La commedia Peter Pan, di James Barrie, debutta al Duke of York's Theatre di Londra
  - Viene fondata a Dublino la compagnia Abbey Theatre
- 1908 – Esce il primo periodico italiano a fumetti: il Corriere dei Piccoli, come supplemento del Corriere della Sera
- 1918 – Inizia la Grande sollevazione polacca
- 1922 – Viene rimosso il primo oggetto dalla Tomba di Tutankhamon
- 1923 – Incidente di Toranomon: un attentato fallito alla vita di Hirohito, allora principe reggente del Giappone
- 1932 – Inaugurazione del Radio City Music Hall di New York
- 1939
  - La città turca di Erzincan è colpita da un disastroso terremoto
  - Guerra d'inverno – battaglia di Kelja: la Finlandia respinge l'attacco sovietico
- 1944 – Seconda guerra mondiale: i sovietici circondano Budapest
- 1945
  - A Washington viene istituita la Banca Mondiale dopo la firma dell'Accordo di Bretton Woods (1º- 22 luglio 1944)
  - Il Belgio entra a far parte dell'ONU
- 1947 – Il Capo provvisorio dello Stato Enrico De Nicola promulga la Costituzione della Repubblica Italiana
- 1949 – La regina Giuliana dei Paesi Bassi concede la sovranità nazionale all'Indonesia
- 1956 – Viene istituita la Société Nationale des Chemins de Fer Tunisiens
- 1962 – Diviene critico il primo reattore nucleare commerciale italiano, quello di Latina
- 1963 – Il Molise diventa la 20ª regione italiana
- 1968 – La missione spaziale Apollo 8 rientra sulla Terra
- 1978 – La Spagna diventa una monarchia parlamentare dopo 40 anni di dittatura
- 1979 – L'Unione Sovietica prende il controllo dell'Afghanistan; Babrak Karmal sostituisce il presidente assassinato Hafizullah Amin
- 1980
  - Scoppia una rivolta nel carcere di Trani: 19 agenti di custodia sono presi in ostaggio da un gruppo di 70 detenuti. Tre giorni dopo la rivolta è sedata da un blitz dei NOCS e del GIS
  - Il carcere dell'Asinara viene definitivamente chiuso e tutta l'isola sarà proclamata ufficialmente parco naturale
- 1985
  - Terroristi palestinesi uccidono venti persone negli aeroporti di Roma e Vienna
  - La naturalista statunitense Dian Fossey viene trovata uccisa in Ruanda
- 1989 – La Romania adotta la sua bandiera nella sua forma attuale
- 1990 – Viene sciolta la Federazione Giovanile Comunista Italiana
- 1992 – Iniziano le trasmissioni sperimentali radiofoniche dell'ente radiotelevisivo di San Marino
- 1996 – I Talebani riprendono il controllo della strategica base aerea di Bagram, che consolida la loro zona cuscinetto attorno a Kabul
- 1997 – Il leader paramilitare protestante Billy Wright viene assassinato in Irlanda del Nord
- 2001 – La Repubblica Popolare Cinese ottiene lo status di normale e permanente partner commerciale degli USA
- 2003
  - Un libro-bomba esplode nell'abitazione bolognese del presidente della Commissione Europea Romano Prodi
  - Doppio attentato a Kerbala (Iraq) nel quartier generale sotto il comando polacco; morti sei poliziotti iracheni e un civile oltre a sei soldati della coalizione, fra cui quattro militari bulgari, più di un centinaio i feriti
- 2006 – Il satellite artificiale europeo COROT viene lanciato a bordo di un razzo vettore russo dal Cosmodromo di Bajkonur
- 2007 – L'ex primo ministro pakistano Benazir Bhutto viene uccisa a Rawalpindi in un attentato suicida
- 2008 – L'esercito israeliano dà inizio alla campagna militare nella Striscia di Gaza contro le forze di Hamas, denominata "Operazione Piombo fuso"
- 2009 – Sayyed Ali Moussavi, nipote del leader dell'opposizione riformista Mir-Hosein Musavi, viene ucciso in scontri a Teheran.
- 2013 – Un'autobomba esplode a Beirut, Libano; tra le vittime l'ex ministro Mohammed Shattah.
- 2020 – I Paesi dell'Unione europea iniziano le vaccinazioni anti-Covid-19.

## Nati
Ci sono circa 1 050 voci su persone nate il 27 dicembre; vedi la pagina Nati il 27 dicembre per un elenco descrittivo o la categoria Nati il 27 dicembre per un indice alfabetico.

## Morti
Ci sono circa 530 voci su persone morte il 27 dicembre; vedi la pagina Morti il 27 dicembre per un elenco descrittivo o la categoria Morti il 27 dicembre per un indice alfabetico.

## Feste e ricorrenze

### Religiose
Cristianesimo:
- San Giovanni apostolo ed evangelista
- Santa Fabiola di Roma, vedova
- Santa Nicarete di Costantinopoli, vergine
- Santi Teodoro e Teofane, grapti
- Beato Alfredo Parte, sacerdote scolopio, martire
- Beato Esso (o Hesson), monaco benedettino, abate dell'Abbazia di Beinwil
- Beato Francesco Spoto, sacerdote e martire
- Beato José Maria Corbin Ferrer, giovane laico, martire
- Beato Raimondo de Barellis, mercedario
- Beata Sára Salkaházi, vergine e martire